# Samolus eremaeus
Samolus eremaeus är en viveväxtart som beskrevs av Surrey Wilfrid Laurance Jacobs. Samolus eremaeus ingår i släktet bungar, och familjen viveväxter. Inga underarter finns listade i Catalogue of Life.